# Olivier Marroux
Pour les articles homonymes, voir Marroux.
Olivier Marroux, né le 9 janvier 1986 à Valence (Drôme), est un joueur de handball français jouant au poste d'ailier droit avec l'équipe réserve de l'USAM Nîmes depuis la saison 2019-2020. Son frère, Guillaume Marroux, est également handballeur professionnel.

## Biographie

### Des débuts prometteurs
Olivier Marroux naît le 9 janvier 1986 à Valence d'une mère notaire. Depuis toujours, il a voulu faire du handball son métier et il débute ce sport à l'âge de huit ans. Sa tante y jouait et l'emmenait voir les matchs. C'est ainsi qu'il y prend goût et commence à y jouer. Petit, il admirait Grégory Anquetil pour son jeu complet et pour son grain de folie. « Le handball c'est ma vie dit-il »[réf. nécessaire]. Il signe à l'US Montélimar-Cruas où il reste jusqu'en 2007. Il débute en équipe première à l'âge de dix-sept ans seulement et, pendant quatre saisons, il lutte avec son équipe pour le maintien en Nationale 1. Le meilleur souvenir de sa carrière reste d'ailleurs le maintien acquis en 2005 à la dernière journée[réf. nécessaire]. Dans ce championnat, il marque de nombreux buts et est élu deuxième meilleur joueur à son poste derrière le joueur de Besançon Cédric Decaudin.
C'est ainsi que le HBC Villefranche-en-Beaujolais, tout juste promu dans l'élite, le repère et lui fait signer un contrat professionnel afin de compenser le départ d'Arnaud Chapuis[réf. nécessaire]. Pour son premier match en division 1 face à Dunkerque, sous la direction d'Armel Merlaud, il réussit des débuts remarqués en inscrivant huit buts. Le match suivant, il marque encore à six reprises dans la salle d'Ivry. Il est alors élu meilleur joueur du championnat du mois d'octobre avec 45 % des suffrages devant le nîmois Ragnar Oskarsson. Au total, il marque 170 buts, terminant deuxième meilleur buteur de LNH. Villefranche, lanterne rouge du classement, est cependant relégué en division 2 et dépose le bilan quelques semaines plus tard. Il quitte le club caladois et rejoint l'US Ivry où il signe un contrat d'une durée de trois ans, afin d'épauler Ahmed Hadjali à l'aile droite.

### Confirmation et débuts en Équipe de France
Sous la houlette de Pascal Léandri, dans un club habitué à fréquenter les sommets du classement (Ivry reste sur cinq saisons dans les quatre premiers du championnat, dont un titre de champion de France en 2007), il découvre le haut niveau et dispute son premier match de coupe d'Europe le 15 novembre 2008 face à Põlva Serviti, au cours duquel il marque à sept reprises. Ivry passe deux tours avant de se faire éliminer par le VfL Gummersbach. En vingt-cinq rencontres de division 1, il inscrit 114 buts pour sa première saison. Ses bonnes performances lui permettent même d'être appelé en équipe de France par le sélectionneur Claude Onesta en mars 2009 contre la Lettonie, match comptant pour les qualifications au prochain championnat d'Europe des nations. Il marque deux buts lors de cette première sélection et les bleus l'emportent sur le score de 34-22. Bien qu'il ne s'attendait pas à cette sélection il affirme sa volonté de revenir au plus vite dans le groupe France. Marroux est de nouveau retenu pour l'élection du joueur du mois de mai mais il est devancé par Malik Boubaiou et Daniel Narcisse.
En guise de préparation au championnat 2009-2010, Ivry remporte le tournoi de Nancy en battant Chambéry en finale. Marroux, quant à lui, réalise un bon début de saison qui lui permet d'être parmi les trois nommés à l'élection du meilleur joueur du mois de septembre, mais c'est finalement le cristolien Uroš Mitrović (en) qui est élu. Il crève l'écran en décembre face aux Chambériens, inscrivant la bagatelle de 11 buts. Il termine troisième meilleur buteur du championnat et est élu meilleur joueur de la saison 2009-2010 à son poste. Appelé pour le stage de Capbreton dans la pré-sélection des vingt joueurs pour l'Euro 2010, il n'est cependant pas retenu pour cette compétition, c'est Guillaume Joli qui lui est préféré à la suite de sa performance contre la Serbie. Il se dit frustré mais veut retenir l'aspect positif de cette pré-sélection. Victime d'une rude concurrence à son poste[réf. nécessaire], il n'est appelé depuis ses débuts chez les bleus que par intermittence. Il fait au cours de cette saison de vrais progrès en défense, mais estime avoir encore beaucoup de choses à apprendre, notamment en termes de concentration. Son entraîneur souhaite quant à lui qu'il pèse davantage dans le jeu.[réf. nécessaire]
En juillet 2010, il s'engage avec le club de Chambéry, qui vient de se séparer de Guillaume Joli, mais son contrat de trois ans ne commence que la saison suivante. Il honore donc sa dernière année de contrat avec Ivry. Auteur d’un bon début de saison 2010-2011 avec son club d’Ivry, Marroux est élu meilleur joueur du mois de septembre 2010, en devançant le raphaëlois Heykel Megannem et le saint-cyrien Yassine Idrissi. Il est alors en tête du classement des buteurs avec 31 réalisations, à égalité avec Megannem. Si les suffrages lui sont allés en majorité, c’est notamment grâce à sa grosse présence aux tirs (17 buts en 2 matchs de championnat et 7 réalisations en Coupe de la Ligue), mais aussi pour son influence dans le jeu, particulièrement en défense.[réf. nécessaire] Il est un des hommes clés de l'équipe, par qui passent beaucoup de ballons. Ivry vit une saison conforme à ses ambitions jusqu'en mois de mars, à savoir décrocher une qualification européenne, mais chute à partir du printemps. Cette baisse de résultats coïncide avec un moins bon rendement de Marroux (4 buts par match)[réf. nécessaire]. En coupe d'Europe, Ivry se fait sèchement éliminer dès le premier tour par le Metalurg Skopje, Marroux n'inscrivant que trois buts lors de cette double confrontation. Avec au total dix-sept défaites en LNH, dont dix consécutives en fin de saison, Ivry termine seulement douzième du classement, et se maintient in-extremis. Marroux est néanmoins à nouveau retenu dans la sélection des meilleurs ailiers droits du championnat en compagnie de Cédric Paty, Jaleleddine Touati, Maxime Derbier et Frédéric Dole.

### Sous le maillot de Chambéry puis de Nîmes
Il est victime d'une élongation aux abdominaux à son arrivée à Chambéry. Pour son premier match de LNH sous son nouveau maillot, il marque cinq buts à 100 % de réussite (dont 2 penaltys)[réf. nécessaire].
Ne parvenant à s'imposer derrière Cédric Paty, il signe en décembre 2013 un contrat de 3 ans à compter de la saison 2014-2015 à l'USAM Nîmes Gard. Plombé par les blessures, il ne parvient pas à retrouver son niveau et quitte en 2017 le club Nîmois pour le Valence Handball, en Division 2. Il revient à Nîmes pour jouer avec l'équipe réserve en 2019.

## Statistiques
| Saison    | Club                     | Championnat | Championnat | Championnat | Championnat | Coupe | Coupe | Coupe | Coupe | Europe | Europe | Europe | Europe | Total | Total | Total | Total |
| Saison    | Club                     | J           | Tot.        | But.        | Pen.        | J     | Tot.  | But   | Pen.  | J      | Tot.   | But    | Pen.   | J     | Tot.  | But   | Pen.  |
| --------- | ------------------------ | ----------- | ----------- | ----------- | ----------- | ----- | ----- | ----- | ----- | ------ | ------ | ------ | ------ | ----- | ----- | ----- | ----- |
| 2007-2008 | HBC Villefranche         | 25          | 170         | 104         | 66          |       |       |       |       | -      | -      |        |        | 25    | 170   |       |       |
| 2008-2009 | US Ivry                  | 25          | 114         | 92          | 22          |       |       |       |       | 5      | 20     |        |        | 30    | 134   |       |       |
| 2009-2010 | US Ivry                  | 27          | 147         | 112         | 35          |       |       |       |       | -      | -      |        |        | 27    | 147   |       |       |
| 2010-2011 | US Ivry                  | 22          | 92          | 63          | 29          |       |       |       |       | 2      | 3      |        |        | 24    | 95    |       |       |
| 2011-2012 | Chambéry Savoie Handball | 25          | 42          | 32          | 10          | 4     | 11    |       |       | 9      | 25     |        |        | 38    | 78    |       |       |
| 2012-2013 | Chambéry Savoie Handball | 26          | 55          | 42          | 13          |       |       |       |       | 10     | 26     |        |        |       |       |       |       |
| 2013-2014 | Chambéry Savoie Handball | 8           | 24          | 17          | 7           |       |       |       |       |        |        |        |        |       |       |       |       |

## Palmarès
- Vice-Champion de France en 2012
- Trophée des Champions (1) : 2013
  - Finaliste (2) : 2011 et 2012

## Distinctions personnelles
- Élu meilleur ailier droit du championnat de France 2009-2010
- Deuxième meilleur buteur du Championnat de France 2007-2008
- Troisième meilleur buteur du Championnat de France 2009-2010
- Élu meilleur joueur du championnat du mois d'octobre 2007
- Élu meilleur joueur du championnat du mois de septembre 2010

## Vie personnelle
Il est titulaire d'une licence STAPS 3. Son frère cadet Guillaume est également joueur de handball professionnel.